# Pas un mot (film, 2023)
Pour les articles homonymes, voir Pas un mot.
Pour plus de détails, voir Fiche technique et Distribution.
Pas un mot est un film dramatique allemand, français et slovène réalisé par Hanna Slak et sorti en 2023,.

## Synopsis
Nina, grande cheffe d'orchestre à Munich, mène sa carrière de manière brillante. Un jour son fils, Lars, a eu un étrange accident et elle décide de l'emmener dans leur maison de vacances sur la côte atlantique dans l'espoir de retisser des liens. Seulement, au milieu de cette nature sauvage, leur relation fragile se pousse dans ses retranchements. 

## Fiche technique
Sauf indication contraire, les informations mentionnées dans cette section peuvent être confirmées par les bases de données cinématographiques IMDb et Allociné,  présentes dans la section « Liens externes ».
- Titre original : Kein Wort
- Réalisation : Hanna Slak
- Scénario : Hanna Slak
- Musique : Amélie Legrand
- Décors :
- Costumes :
- Photographie : Claire Mathon
- Son :
- Montage : Bettina Böhler
- Production : Michel Balagué
  - Production déléguée : Josef Brandmaier et Thorsten Maier
  - Coproduction : Christophe Bruncher et Miha Cernec
- Sociétés de production : Ici et Là Productions, Staragara et Volte
- Sociétés de distribution : Grandfilm
- Pays de production :  Allemagne,  France et  Slovénie
- Langue originale : allemand
- Format : couleur
- Genre : Drame
- Durée : 87 minutes
- Dates de sortie :
  - Canada : 8 septembre 2023 (Toronto)
  - Allemagne : 4 juillet 2024
  - France : 9 octobre 2024

## Distribution
- Maren Eggert : Nina
- Maryam Zaree : Barban
- Marko Mandic : Julijan
- Jona Levin Nicolai : Lars
- Juliane Siebecke : Juliane
- Mehdi Nebbou : Alex Goff